# Borneo

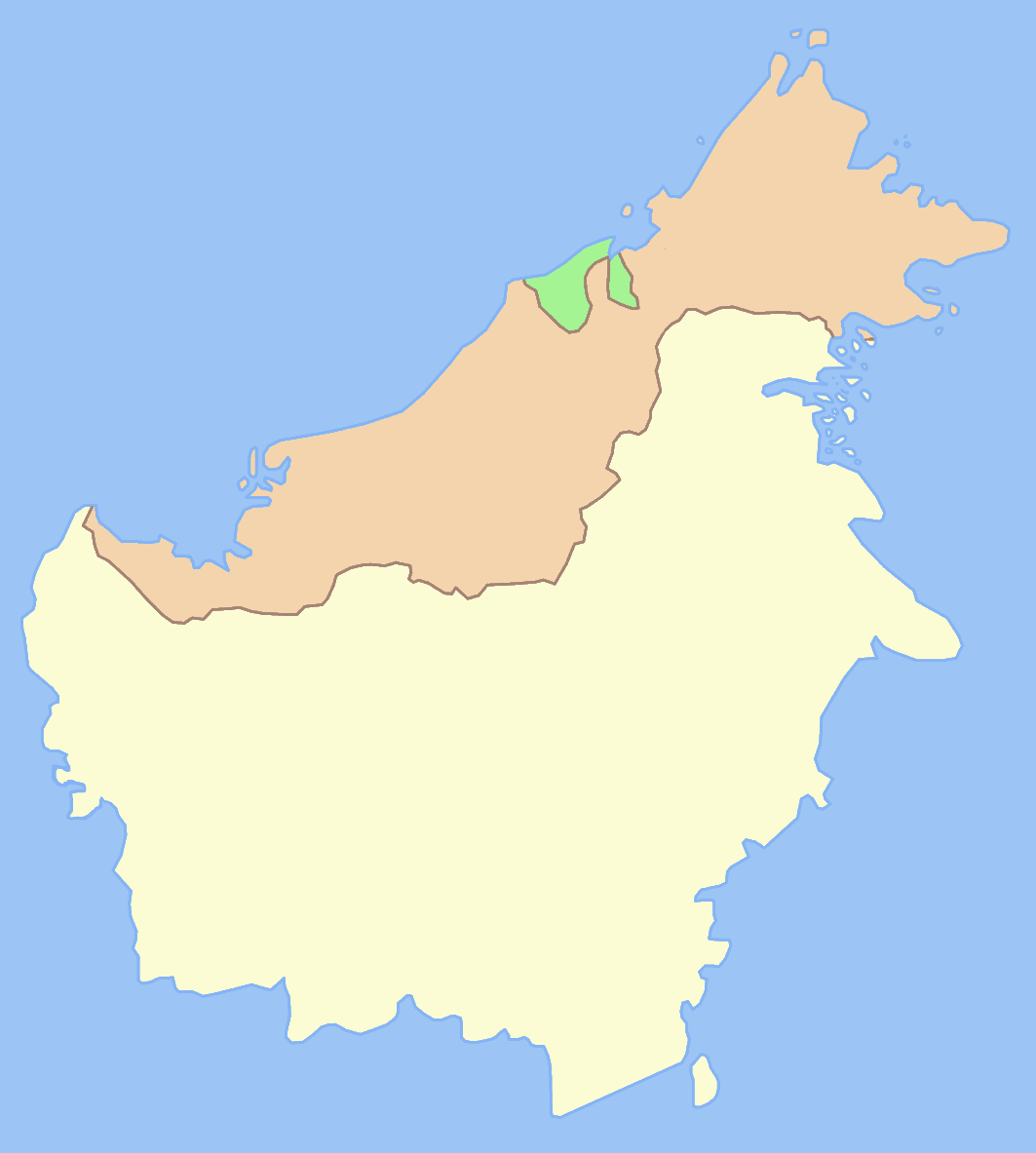
Divisió política de Borneo
En groc, la part indonèsia; en marró, la part malàisia; en verd, Brunei.

Borneo (en malai Kalimantan) és la tercera illa més gran del món, amb una superfície de 743.330 km² una una població de més de 23 milions de persones.
 Està situada al mig de l'arxipèlag d'Insulíndia, al sud-est d'Àsia, i administrativament pertany a Indonèsia, Malàisia i Brunei. Actualment, Borneo està patint moltes plantacions d'oli de palma, cosa que afecta molt la flora i la fauna autòctona.
Borneo és la llar d'una de les selves tropicals més antigues del món.

## Noms
L'illa és coneguda amb molts noms. Internacionalment se'l coneix com Borneo, derivat del contacte europeu amb el regne de Brunei al segle XVI durant l'Era de l'exploració. En un mapa de l'any 1601, la ciutat de Brunei es coneix com a Borneo, i tota l'illa també s'anomena Borneo. El nom Borneo pot derivar de la paraula sànscrita váruṇa (वरुण), que significa "aigua" o Varuna, el déu hindú de la pluja.
La població local l'anomenava Klemantan o Kalimantan, que es derivava de la paraula sànscrita Kalamanthana, que significa "clima ardent" possiblement per descriure el seu clima tropical càlid i humit. L'historiador indonesi Slamet Muljana suggereix que el nom Kalamanthana derivava dels termes sànscrits kala (temps o estació) i manthana (batre, encendre o crear foc per fricció), que possiblement descriu la calor del temps.
En temps anteriors, l'illa era coneguda amb altres noms. L'any 977, els registres xinesos van començar a utilitzar el terme Bo-ni per referir-se a Borneo. El 1225, també va ser esmentat per l'oficial xinès Chau Ju-Kua (趙汝适). El manuscrit javanès Nagarakretagama, escrit pel poeta de la cort Majapahit Mpu Prapanca el 1365, esmentava l'illa com Nusa Tanjungnagara, que significa l'illa del Regne de Tanjungpura. No obstant això, el mateix manuscrit també esmentava a Barune (Brunei) i altres organitzacions polítiques de l'illa.

## Geografia
Borneo està voltat pel mar de la Xina Meridional al nord i nord-oest, pel mar de Sulu al nord-est, pel mar de Cèlebes i l'estret de Macassar a l'est i pel mar de Java i l'estret de Karimata al sud.
A l'oest de Borneo es troben la península de Malaca i Sumatra; al sud, Java; a l'est, l'illa de Cèlebes i les Moluques, i al nord-est, les illes filipines de Palawan, Sulu i Mindanao.
La muntanya principal de Borneo és el Mont Kinabalu, a Sabah, de 4.101 m d'altura.

## Divisió administrativa
Políticament, Borneo es divideix entre:
- Les províncies indonèsies de Borneo Oriental, Borneo Meridional, Borneo Occidental i Borneo Central.
- Els estats malaisis de Sabah i Sarawak.
- El soldanat independent de Brunei, dividit en dues seccions.

Aproximadament el 73% de l'illa és territori indonèsia. Al nord, els estats de Malàisia oriental de Sabah i Sarawak representen al voltant del 26% de l'illa. La població de Borneo és de 23.720.000 habitants (2020, admin, prelim). A més, el territori federal de Malàisia de Labuan està situat en una petita illa a prop de la costa de Borneo. L'estat sobirà de Brunei, situat a la costa nord, comprèn aproximadament l'1% de la superfície terrestre de Borneo. Una mica més de la meitat de l'illa es troba a l'hemisferi nord, incloent Brunei i la part de Malàisia, mentre que la part d'Indonèsia abasta els hemisferis nord i sud.

## Història

### Inicis

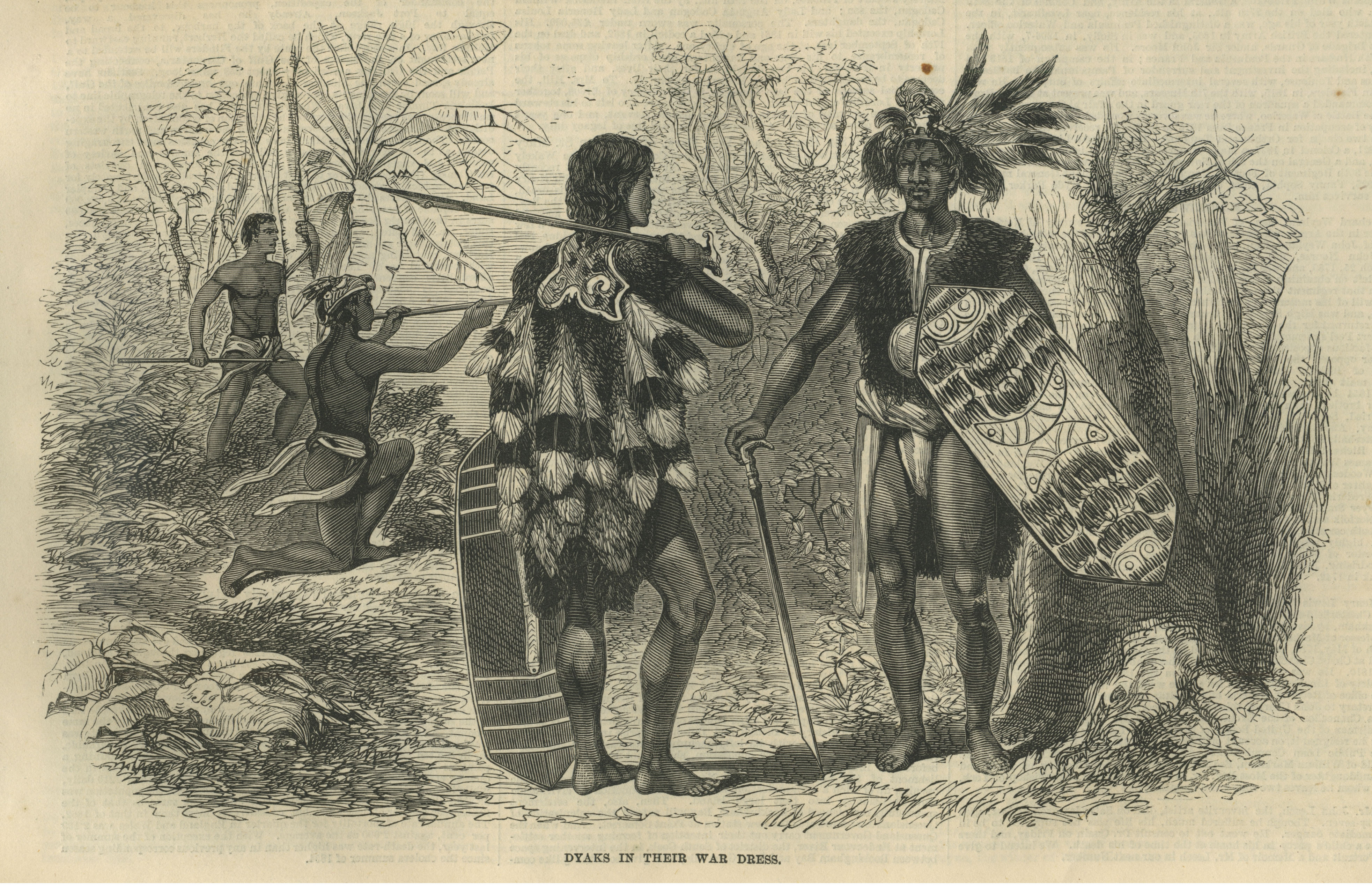
Dayak, el principal poble indígena de l'illa, era temut per les seves pràctiques de caça de caps.

El novembre de 2018, els científics van informar del descobriment de la pintura d'art figuratiu més antiga coneguda, de més de 40.000 (potser fins a 52.000) anys, d'un animal desconegut, a la cova de Lubang Jeriji Saléh a l'illa de Borneo.
Segons antics manuscrits xinesos (977), indis i japonesos, les ciutats costaneres occidentals de Borneo s'havien convertit en ports comercials al primer mil·lenni dC. En manuscrits xinesos, or, càmfora, petxines de tortuga, marfil de calao, banya de rinoceront, grúids, cera d'abella, fusta de laka (duramen perfumat i fusta d'arrel d'una liana gruixuda, Dalbergia parviflora), sang de drac, vímet, espècies comestibles i diverses espècies d'ocells van ser descrits com un dels articles més valuosos de Borneo. Els indis van anomenar Borneo Suvarnabhumi (la terra de l'or) i també Karpuradvipa (illa de Càmfor). Els javanesos en deien Borneo Puradvipa, o illa del diamant. Les troballes arqueològiques al delta del riu Sarawak revelen que la zona va ser un pròsper centre de comerç entre l'Índia i la Xina des del segle VI fins al 1300 aproximadament.

Pèrdua territorial de la talassocràcia del sultanat de Brunei del 1400 al 1890 a causa de l'inici de l'Imperialisme occidental

Els pilars de pedra amb inscripcions en l’escriptura Pallava, trobats a Kutai al llarg del riu Mahakam a Kalimantan Oriental i que daten al voltant de la segona meitat del segle IV, constitueixen algunes de les proves més antigues de la influència hindú al sud-est asiàtic. Al segle xiv, Borneo es va convertir en un estat vassall de Majapahit (a l'actual Indonèsia), després canviant la seva lleialtat a la dinastia Ming de la Xina. Sulu preislàmica, llavors coneguda localment com Lupah Sug, s'estenia des de Palawan i l'arxipèlag de Sulu a les Filipines; a Sabah, Kalimantan Oriental i septentrional a Borneo. L'Imperi de Sulu va sorgir com una rebel·lió i reacció contra l'antic Imperialisme de Majapahit contra Sulu que Majapahit va ocupar breument. La religió de l'Islam va entrar a l'illa al segle x, després de l'arribada de comerciants musulmans que després van convertir molts pobles indígenes a les zones costaneres.
El sultanat de Brunei va declarar la independència de Majapahit després de la mort de l'emperador Majapahit a mitjans del segle XIV. Durant la seva època daurada sota Bolkiah del segle XV al XVII, el sultanat de Brunei va governar gairebé tota la zona costanera de Borneo (donant el seu nom a l'illa per la seva influència a la regió) i diverses illes de les Filipines. Durant la dècada de 1450, Shari'ful Hashem Syed Abu Bakr, un àrab nascut a Johor, va arribar a Sulu des de Malaca. El 1457, va fundar el Sultanat de Sulu; es va anomenar "Paduka Maulana Mahasari Sharif Sultan Hashem Abu Bakr". Després de la seva independència el 1578 de la influència de Brunei, Sulu va començar a expandir la seva talassocràcia a parts del nord de Borneo. Ambdós sultanats que governaven el nord de Borneo s'havien compromès tradicionalment amb la Xina per mitjà de les ferralla xineses que arribaven amb freqüència. Malgrat la talasocràcia dels sultanats, la regió interior de Borneo va romandre lliure del domini de qualsevol regne.

### Control britànic i holandès

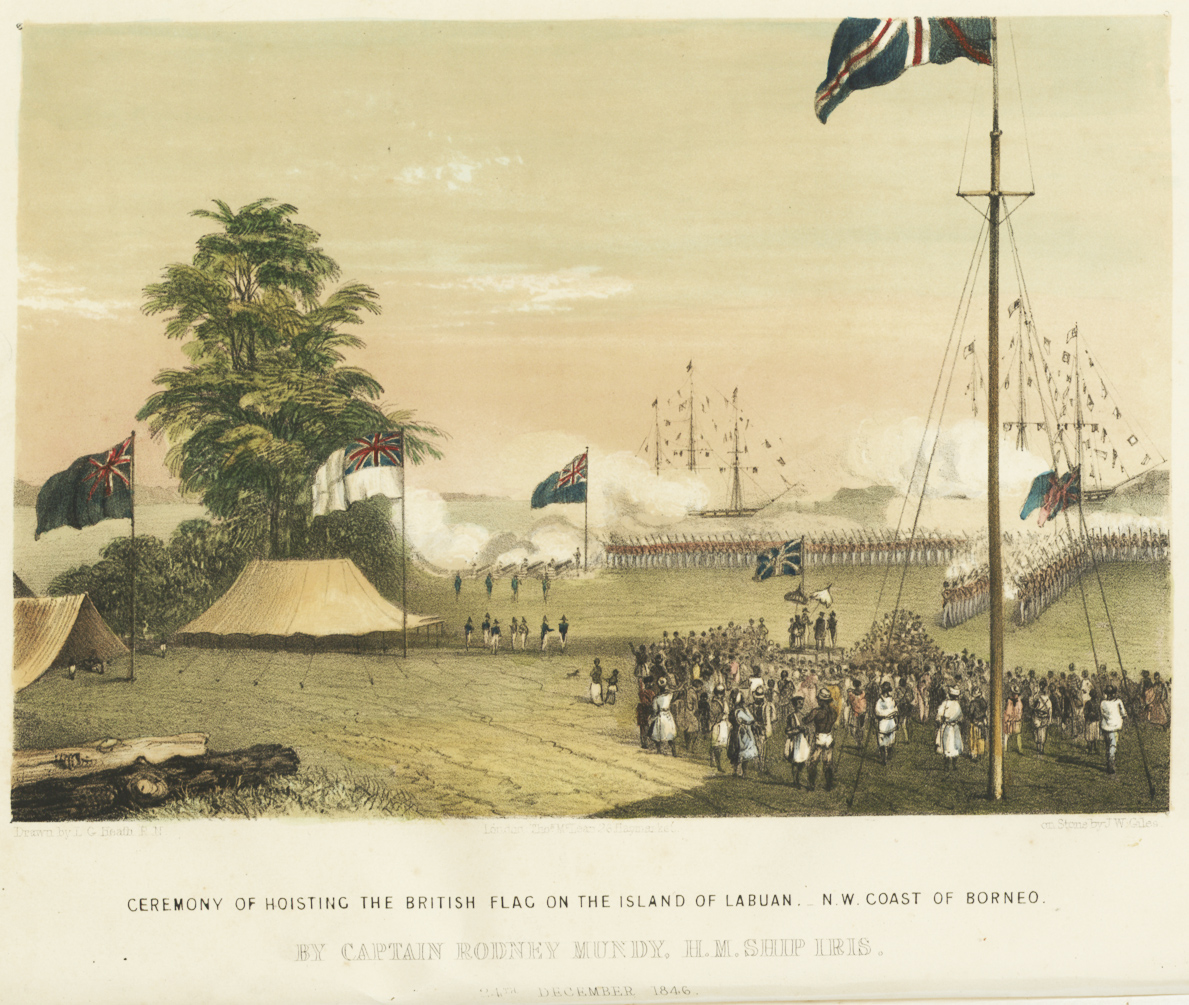
La bandera britànica va hissar per primera vegada a l'illa de Labuan el 24 de desembre de 1846

Des de la caiguda de Malaca el 1511, els comerciants portuguesos van comerciar regularment amb Borneo, i especialment amb Brunei a partir de 1530. Després d'haver visitat la capital de Brunei, els portuguesos van descriure el lloc com a envoltat per un mur de pedra. Tot i que Borneo es considerava ric, els portuguesos no van fer cap intent de conquerir-lo. Els castellans havien navegat des d'Amèrica Llatina i van conquerir les províncies de Brunei a les Filipines i l'havien incorporat al virregnat de Nova Espanya, centrat en Mèxic. La visita espanyola a Brunei va provocar la Guerra de Castella el 1578. Els anglesos van començar a comerciar amb Sambas del sud de Borneo el 1609, mentre que els holandesos només van començar el seu comerç el 1644: a Banjar i Martapura, també al sud de Borneo. Els holandesos van intentar assentar l'illa de Balambangan, al nord de Borneo, a la segona meitat del segle xviii, però es van retirar el 1797. El 1812, el soldà del sud de Borneo va cedir els seus forts a la Companyia Britànica de les Índies Orientals. Els anglesos, dirigits per Stamford Raffles, van intentar llavors establir una intervenció a Sambas però van fracassar. Encara que van aconseguir derrotar el sultanat l'any següent i van declarar un bloqueig a tots els ports de Borneo excepte Brunei, Bandjarmasin i Pontianak, el projecte va ser cancel·lat pel governador general britànic Lord Minto a l'Índia perquè era massa car. Al començament de l'exploració britànica i holandesa a l'illa, van descriure l'illa de Borneo com a plena de caçadors de caps, amb els indígenes de l'interior practicant el canibalisme i les aigües al voltant de l'illa infestades de pirates, especialment entre el nord. l'est de Borneo i el sud de les Filipines. Els pirates Malais i Sea Dayak van ser depredadors de la navegació marítima a les aigües entre Singapur i Hong Kong des del seu refugi a Borneo, juntament amb els atacs dels Illanuns dels pirates Moro del sud de Filipines, com en la Batalla de Mukah.

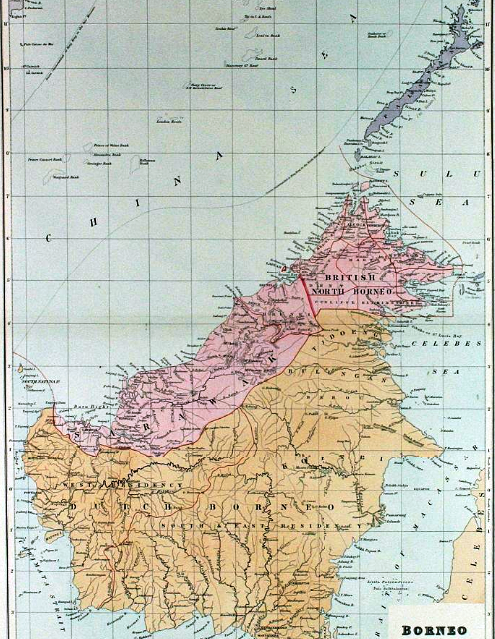
Mapa de l'illa dividida entre britànics i holandesos, 1898. Els límits actuals de Malàisia, Indonèsia i Brunei són en gran part heretats de les regles colonials britàniques i holandeses.

Els holandesos van començar a intervenir a la part sud de l'illa en reprendre el contacte el 1815, enviant residents a Banjarmasin, Pontianak i Sambas i residents assistents a Landak i Mampawa. El sultanat de Brunei el 1842 va concedir grans parts de terra a Sarawak a l'aventurer anglès James Brooke, com a recompensa per la seva ajuda per sufocar una rebel·lió local. Brooke va establir el Raj de Sarawak i va ser reconegut com el seu rajah després de pagar una quota al sultanat. Va establir una monarquia i la dinastia Brooke (a través del seu nebot i besnet) va governar Sarawak durant 100 anys; els líders eren coneguts com els Rajahs Blancs. Brooke també va adquirir l'illa de Labuan per a Gran Bretanya el 1846 a través del Tractat de Labuan amb el soldà de Brunei, Omar Ali Saifuddin II el 18 de desembre de 1846. La regió del nord de Borneo va passar sota l'administració de la North Borneo Chartered Company després de l'adquisició del territori dels sultanats de Brunei i Sulu per part d'un empresari i aventurer alemany anomenat Baron von Overbeck, abans de passar als germans britànics Dent (com Alfred Dent). i Edward Dent). L'expansió dels britànics va continuar a l'interior de Borneo. Això va fer que el 26è sultà de Brunei, Hashim Jalilul Alam Aqamaddin, demanés als britànics que aturés aquests esforços i, com a resultat, es va signar un Tractat de Protecció el 1888, convertint Brunei en un protectorat britànic.

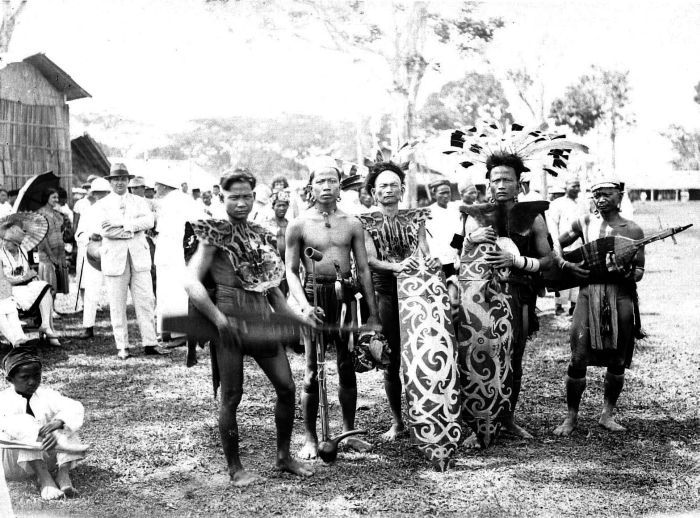
La tribu Diak durant una cerimònia Erau a Tenggarong

Abans de l'adquisició per part dels britànics, els nord-americans també van aconseguir establir la seva presència temporal al nord-oest de Borneo després d'adquirir una parcel·la de terra del sultanat de Brunei. Una empresa coneguda com a American Trading Company de Borneo va ser formada per Joseph William Torrey, Thomas Bradley Harris i diversos inversors xinesos, establint una colònia anomenada "Ellena" a la zona de Kimanis. La colònia va fracassar i va ser abandonada, a causa de les denegacions de suport financer, especialment per part del govern dels EUA, i de malalties i disturbis entre els treballadors. Abans que Torrey marxés, va aconseguir vendre la terra a l'empresari alemany Overbeck. Mentrestant, els alemanys sota William Frederick Schuck van rebre una parcel·la de terra al nord-est de Borneo de la badia de Sandakan del sultanat de Sulu, on va fer negocis i va exportar grans quantitats d'armes, opi, tèxtils i tabac a Sulu abans que la terra també fos passat. a Overbeck pel sultanat.

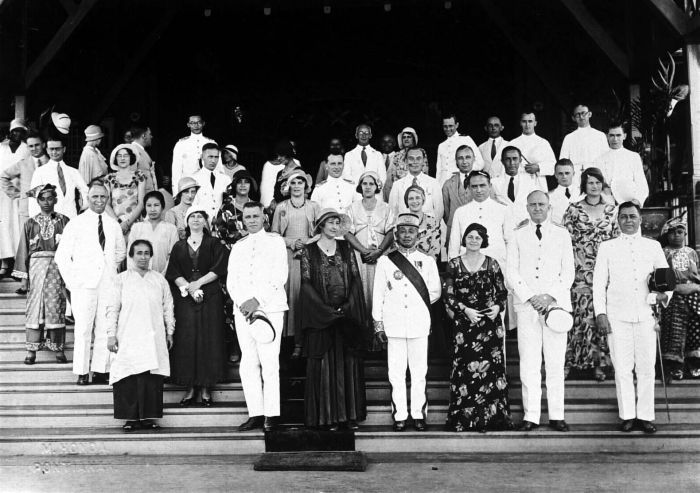
Soldà àrab-malai de Pontianak el 1930

Abans del reconeixement de la presència espanyola a l'arxipèlag de Filipines, es va signar un protocol conegut com a Protocol de Madrid de 1885 entre els governs del Regne Unit, Alemanya i Espanya a Madrid per cimentar la influència espanyola i reconèixer la seva sobirania sobre el Sultanat de Sulu, a canvi que Espanya renunciés a la seva pretensió sobre les antigues possessions del sultanat al nord de Borneo. L'administració britànica va establir llavors la primera xarxa ferroviària al nord de Borneo, coneguda com a North Borneo Railway. Durant aquest temps, els britànics van ajudar un gran nombre de treballadors xinesos per emigrar al nord de Borneo per treballar a les plantacions i mines europees, i els holandesos van seguir el mateix per augmentar la seva producció econòmica. El 1888, Borneo del Nord, Sarawak i Brunei al nord de Borneo s'havien convertit en protectorat britànic. La zona del sud de Borneo es va convertir en protectorat holandès el 1891. La Gran Bretanya va demanar als holandesos que ja reclamaven tot Borneo que delimitessin els seus límits entre els dos territoris colonials per evitar nous conflictes. Els governs britànic i holandès havien signat el Tractat anglo-neerlandès de 1824 per intercanviar ports comercials a Península de Malaca i Sumatra que estaven sota els seus controls i afirmar les esferes d'influència. Això va donar lloc a l'establiment indirecte de zones controlades pels britànics i holandesos al nord (península de Malaisia) i al sud (illes de Sumatra i Riau), respectivament.
El 1895, Marcus Samuel va rebre una concessió a la zona de Kutei, a l'est de Borneo, i a partir de les filtracions de petroli al delta del riu Mahakam, Mark Abrahams va treure petroli el febrer de 1897. Aquest va ser el descobriment del jaciment de petroli de Sanga Sanga, i es va construir una refineria a Balikpapan i el descobriment del jaciment de petroli de Samboja va seguir el 1909. El 1901 es va descobrir el jaciment petrolier de Pamusian a Tarakan i el jaciment de Bunyu el 1929. La Royal Dutch Shell va descobrir el jaciment de petroli de Miri el 1910 i el jaciment de petroli de Seria el 1929.

### Segona Guerra Mundial

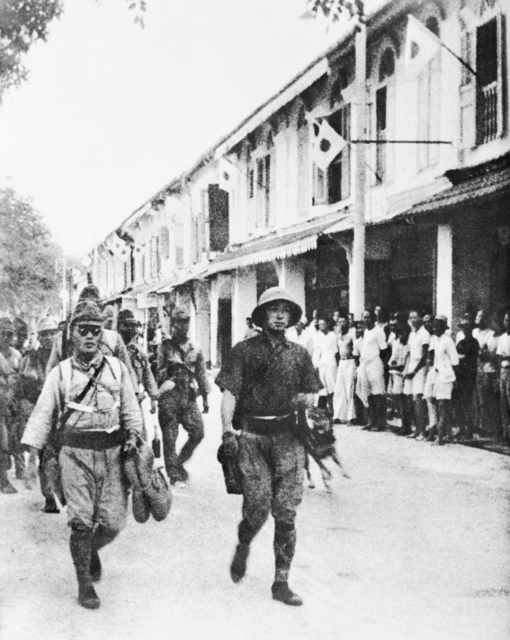
Les tropes japoneses marxen pels carrers de Labuan el 14 de gener de 1942.

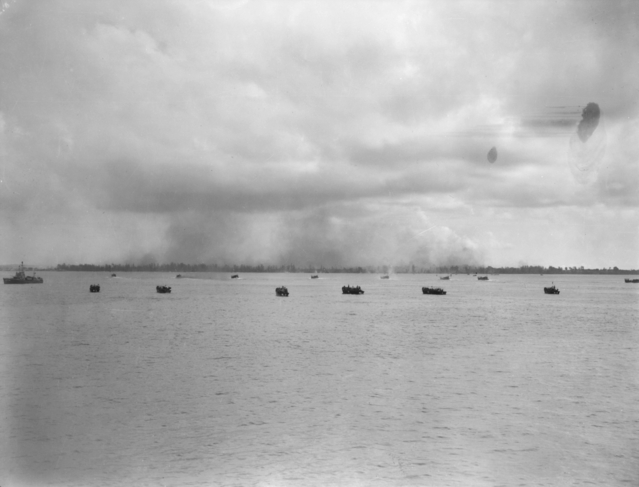
Embarcacions de suport nord-americanes que es desplacen cap a la platja Victoria i Brown per ajudar a l'aterratge dels membres de la 24a Brigada d'Infanteria australiana a l'illa durant l'operació Oboe Six, el 10 de juny de 1945.

Durant la Segona Guerra Mundial, les forces japoneses van agafar el control i van ocupar la majoria de zones de Borneo entre 1941 i 1945. En la primera etapa de la guerra, els britànics van veure que els japonesos avançaven cap a Borneo motivats per ambicions polítiques i territorials més que per factors econòmics. L'ocupació va portar a moltes persones a les ciutats costaneres cap a l'interior, buscant menjar i per escapar dels japonesos. Els residents xinesos a Borneo, especialment amb la guerra sino-japonesa a la Xina continental, van resistir majoritàriament a l'ocupació japonesa. Després de la formació de moviments de resistència al nord de Borneo com la revolta de Jesselton, molts indígenes i xinesos innocents van ser executats pels japonesos per la seva suposada implicació.
A Kalimantan, els japonesos també van matar molts intel·lectuals malais, executant tots els sultans malais de Kalimantan Occidental en els incidents de Pontianak, juntament amb els xinesos que ja estaven contra els japonesos per sospitar que eren amenaces. El sultà Muhammad Ibrahim Shafi ud-din II de Sambas va ser executat el 1944. El sultanat va ser suspès i substituït per un consell japonès. Els japonesos també van establir Pusat Tenaga Rakjat (PUTERA) a l'arxipèlag d'Indonèsia el 1943, tot i que va ser abolit l'any següent quan es va tornar massa nacionalista.
Alguns dels nacionalistes indonesis com Sukarno i Hatta que havien tornat de l'exili holandès van començar a cooperar amb els japonesos. Poc després del seu alliberament, Sukarno es va convertir en president del Consell Assessor Central, un consell assessor per al sud de Borneo, Cèlebes i Illes Petites de la Sonda, creat el febrer de 1945.
Des de la caiguda de Singapur, els japonesos van enviar diversos milers de presoners de guerra britànics i australians a camps de Borneo com el camp de Batu Lintang. Del campament de Sandakan, només sis dels 2.500 presoners van sobreviure després que es van veure obligats a marxar en un esdeveniment conegut com la Marxa de la Mort de Sandakan. A més, del total de 17.488 treballadors javanesos introduïts pels japonesos durant l'ocupació, només 1.500 van sobreviure principalment a causa de la fam, les dures condicions de treball i els maltractaments. Els Dayak i altres pobles indígenes van tenir un paper en la Guerra de guerrilles contra les forces d'ocupació, especialment a la Divisió Kapit. Van reviure temporalment la caça de caps dels japonesos cap al final de la guerra, amb la Unitat Especial Aliada Z els va proporcionar ajuda. Austràlia va contribuir significativament a l'alliberament de Borneo. La Força Imperial Australiana va ser enviada a Borneo per lluitar contra els japonesos. Juntament amb altres aliats, l'illa va ser completament alliberada el 1945.

### Història recent

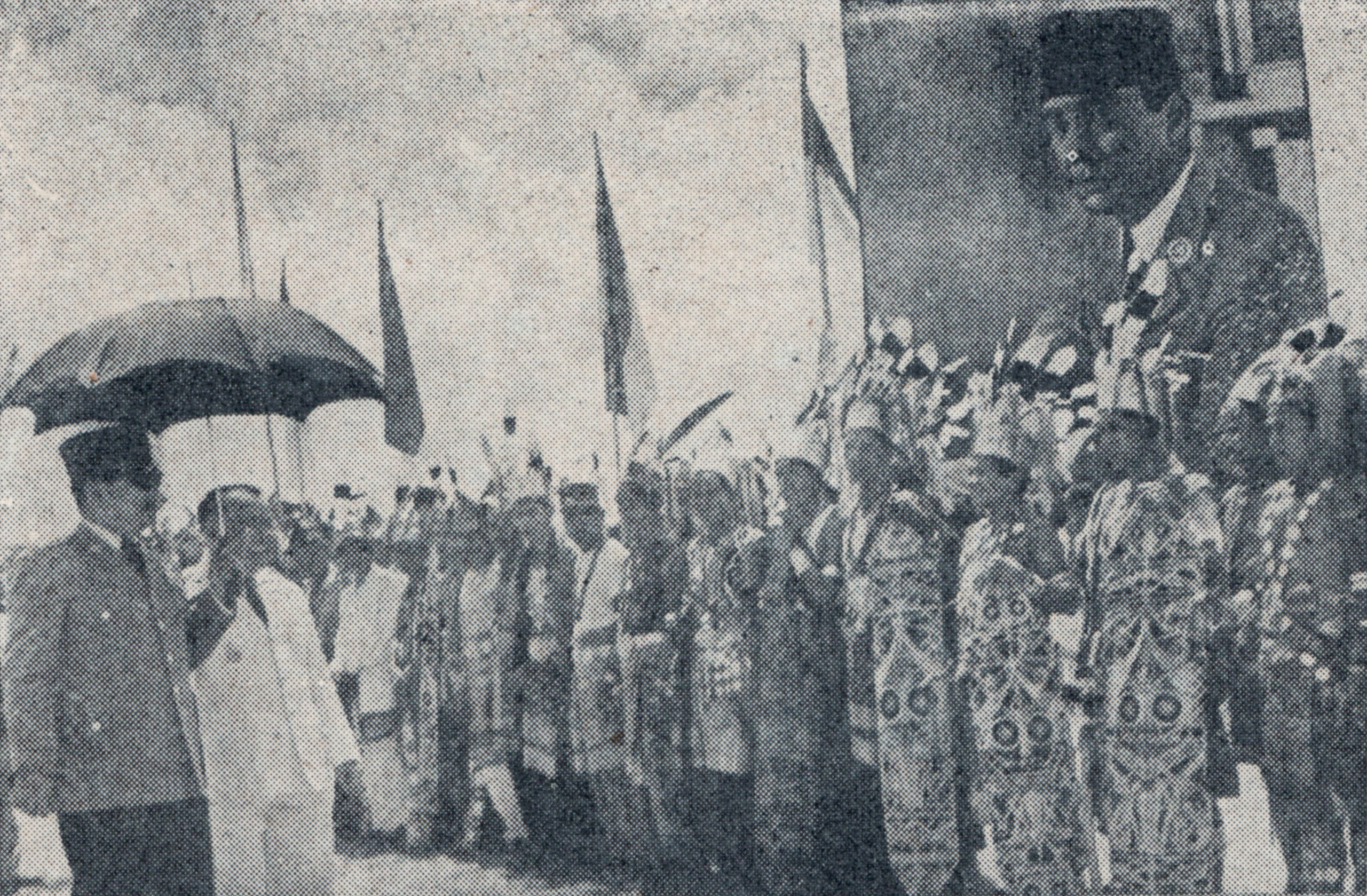
Sukarno visita Pontianak, Kalimantan occidental el 1963

Al maig de 1945, els funcionaris de Tòquio van suggerir que si el nord de Borneo s'havia d'incloure al nou país proposat d'Indonèsia s'havia de determinar per separat en funció dels desitjos dels seus pobles indígenes i seguint la disposició de Malaia. Mentrestant, Sukarno i Mohammad Yamin van defensar contínuament una gran república d'Indonèsia. Cap al final de la guerra, el Japó va decidir donar una independència primerenca a un nou país proposat d'Indonèsia el 17 de juliol de 1945, amb una reunió del Comitè d'Independència programada per al 19 d'agost de 1945. No obstant això, després de la rendició del Japó a les forces aliades, la reunió es va suspendre. Sukarno i Hatta van continuar el pla declarant unilateralment la independència, encara que els holandesos van intentar recuperar la seva possessió colonial a Borneo. La part sud de l'illa va aconseguir la seva independència mitjançant la Declaració d'independència d'Indonèsia el 17 d'agost de 1945. La part sud va veure conflictes de guerrilles seguits d'un bloqueig holandès per tal de tallar el subministrament dels nacionalistes a la regió. Mentre que les guerrilles nacionalistes que donaven suport a la inclusió del sud de Borneo a la nova república indonèsia estaven actives a Ketapang, i en menor mesura a Sambas, on es van reunir amb la bandera blanc-vermell que es va convertir en la bandera d'Indonèsia, la majoria dels residents xinesos al sud de Borneo esperaven ser alliberats per les tropes nacionalistes xineses de la Xina continental i integrar els seus districtes com a província d'ultramar de la Xina. Mentrestant, Sarawak i Sabah al nord de Borneo es van convertir en colònies de la corona britànica separades el 1946.
El 1961, el primer ministre Tunku Abdul Rahman de la Federació independent de Malàisia desitjava unir Malàisia, les colònies britàniques de Sarawak, Borneo del Nord, Singapur i el protectorat de Brunei sota la proposta de Federació de Malàisia. La idea va tenir forta oposició dels governs d'Indonèsia i les Filipines, així com dels simpatitzants comunistes i els nacionalistes de Borneo. Sukarno, com a president de la nova república, en percebre que els britànics intentaven mantenir la seva presència al nord de Borneo i la península de Malaia, va decidir llançar una infiltració militar, més tard coneguda com l’enfrontament, de 1962 a 1969. Com a resposta a la creixent oposició, els britànics van desplegar les seves forces armades per protegir les seves colònies contra les revoltes indonèsia i comunista, que també va comptar amb la participació d'Austràlia i Nova Zelanda.

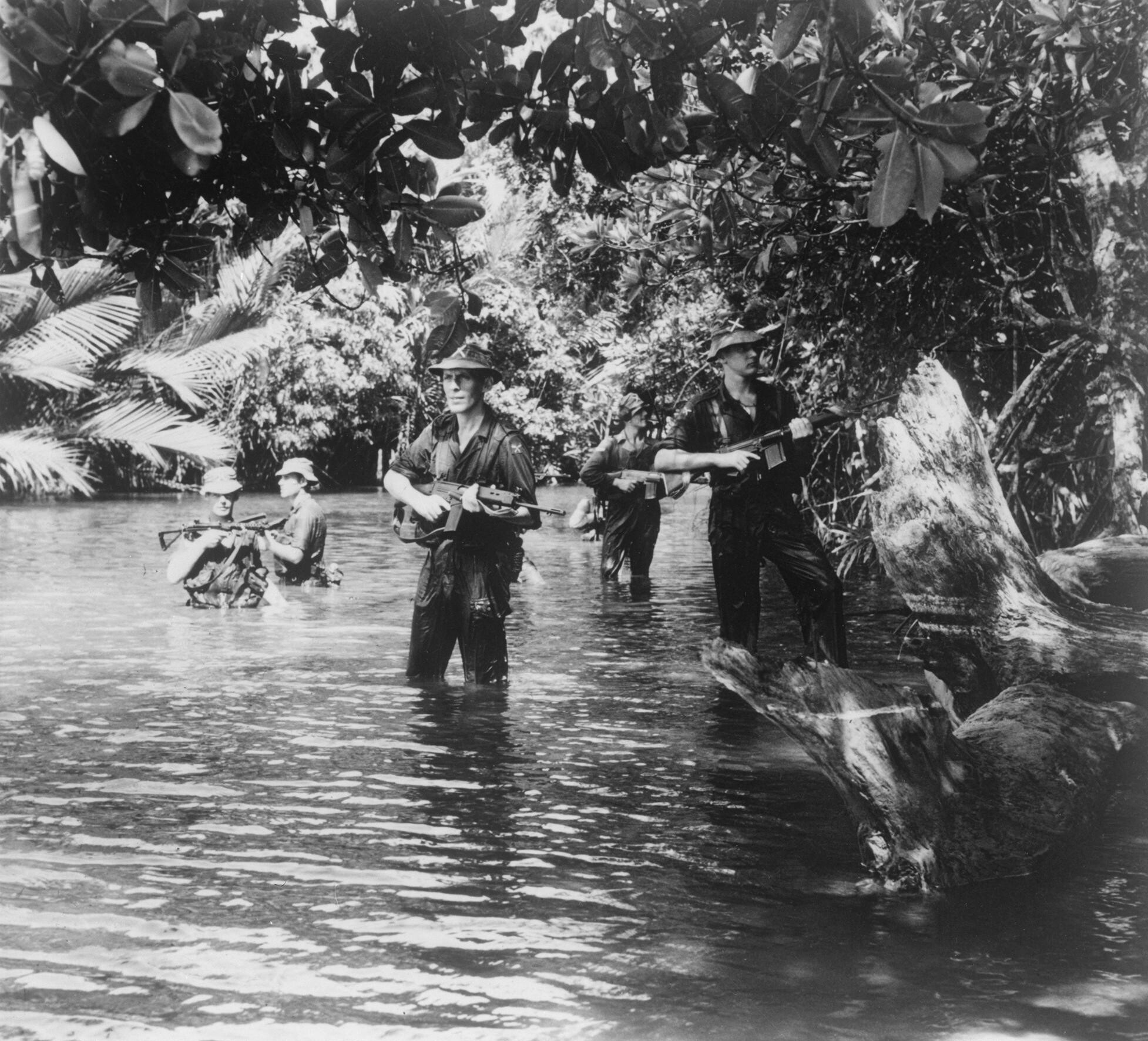
El 1r Batalló de Queen's Own Highlanders realitza una patrulla per buscar posicions enemigues a la selva de Brunei.

Les Filipines es van oposar a la nova federació proposada, reclamant la part oriental del nord de Borneo (avui l'estat de Malàisia de Sabah) com a part del seu territori com una antiga possessió del sultanat de Sulu. El govern filipí va basar la seva reclamació principalment en l'acord de cessió del sultanat de Sulu amb la companyia britànica de Borneo del Nord, ja que ara el sultanat havia passat sota la jurisdicció de l'administració republicana filipina, que per tant hauria d'heretar els antics territoris de Sulu. El govern filipí també va afirmar que els hereus del sultanat havien cedit tots els seus drets territorials a la república.
El sultanat de Brunei va acollir al principi la proposta d'una nova federació més gran. Mentrestant, el Partit Popular de Brunei liderat per AM Azahari desitjava reunificar Brunei, Sarawak i Borneo del Nord en una federació coneguda com la Federació de Borneo del Nord (Malay.), on el soldà de Brunei seria el cap d'estat de la federació, encara que Azahari tenia la seva pròpia intenció d'abolir la monarquia de Brunei, fer Brunei més democràtic i integrar el territori i altres antigues colònies britàniques de Borneo a Indonèsia, amb el suport d'aquest darrer govern. Això va provocar directament la revolta de Brunei, que va frustrar l'intent d'Azahari i el va obligar a escapar a Indonèsia. Brunei es va retirar de formar part de la nova Federació de Malàisia a causa d'alguns desacords en altres qüestions, mentre que els líders polítics de Sarawak i Borneo del Nord continuaven afavorint la inclusió en una federació més gran.
Amb la contínua oposició d'Indonèsia i Filipines, es va establir la Comissió Cobbold per descobrir el sentiment de les poblacions natives del nord de Borneo; va trobar el poble molt a favor de la federació, amb diversos matisos. La federació es va aconseguir amb èxit amb la inclusió del nord de Borneo a través de l’Acord de Malàisia el 16 de setembre de 1963. Avui dia, la zona del nord de Borneo encara està sotmesa als atacs de pirates moros des del segle xviii i militants de grups com Abu Sayyaf des de l'any 2000 en els freqüents atacs transfronterers. Durant l'administració del president filipí Ferdinand Marcos, Marcos va fer alguns intents de desestabilitzar l'estat de Sabah, encara que el seu pla va fracassar i va provocar la massacre de Jabidah i més tard la insurrecció al sud de Filipines.
L'agost de 2019, el president d'Indonèsia, Joko Widodo, va anunciar un pla per traslladar la capital d'Indonèsia des de Jakarta a una ubicació feia poc establerta a la província de Kalimantan Oriental a Borneo.

## Recursos naturals

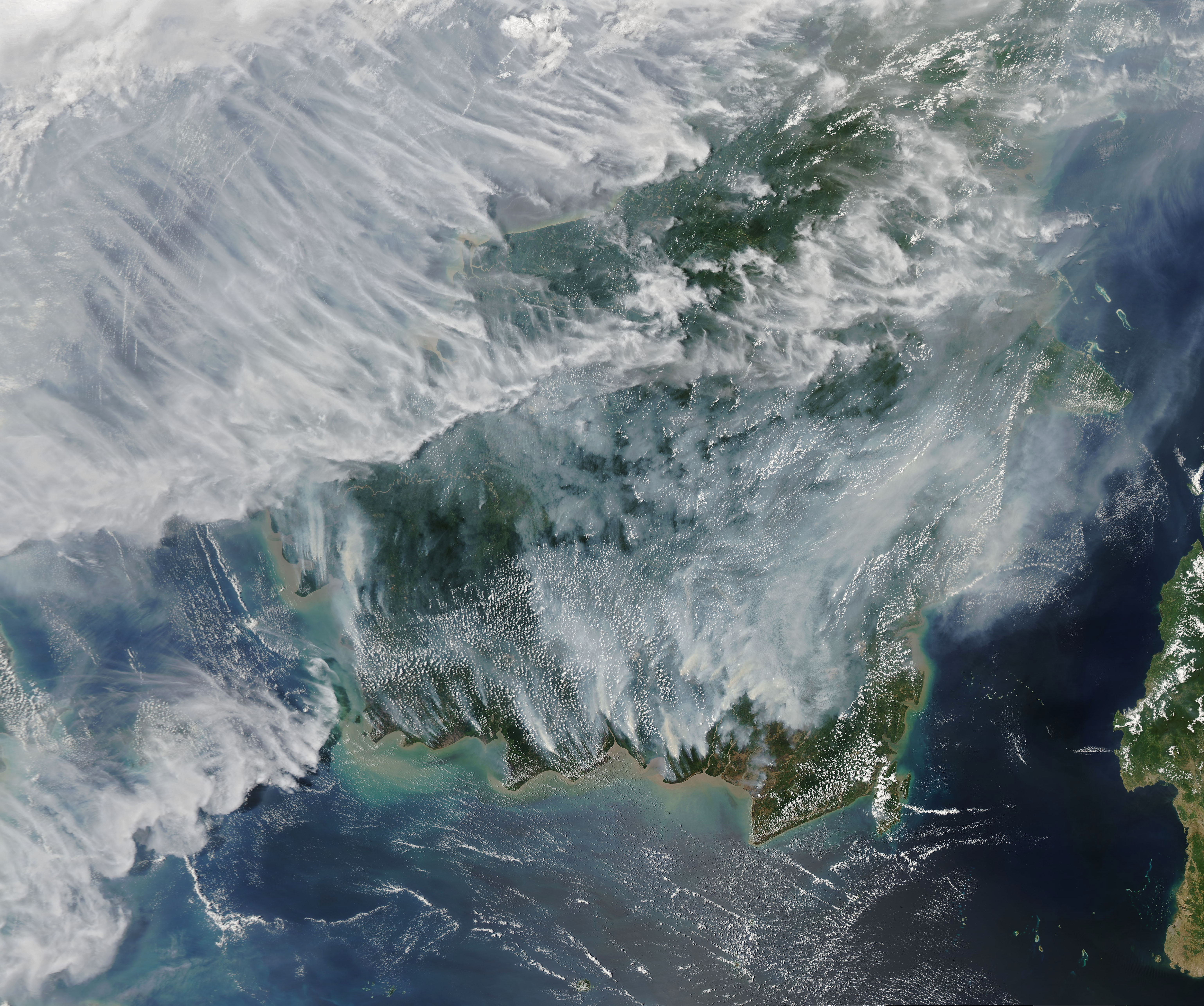
Focs de 2019 a Borneo.

Històricament, l'illa ha estat coberta per una frondosa selva tropical, però l'àrea boscosa s'està reduint ràpidament a causa de l'explotació forestal intensiva de la indústria malàisia del contraplacat i també per part de companyies multinacionals com ara Mitsubishi. De fet, la meitat de la fusta tropical comercialitzada anualment al món ve de Borneo. A més a més, les plantacions de palma van prenent terreny ràpidament a les darreres romanalles de l'originària selva tropical. Aquesta selva també es va veure destruïda en una gran part pel foc forestal de 1997-1998, per causes humanes i que aparentment va coincidir amb una estació extremadament seca per efecte d'El Niño. Les clapes originades pel gran incendi de 1997-1998 es poden veure encara en imatges via satèl·lit i van crear una fumera que va afectar Brunei, Malàisia, Indonèsia i Singapur. La selva tropical que encara resta a l'illa és el sol hàbitat natural de l'orangutan de Borneo, espècie en perill d'extinció. També és un refugi important per a moltes espècies forestals endèmiques, com l'elefant asiàtic, el rinoceront de Sumatra i la pantera nebulosa.
La població indígena de Borneo (com els Kayan, Kenyah, Punan Bah i Penan), afectada per la indústria del contraplacat que desforesta l'illa, lluita pels seus drets i per preservar el medi.

## Ecologia
La mena de selva tropical que hi ha a Borneo inclou els boscos de torbera i de bruc (o Kerangas), ben poc habituals.
El Fons Mundial de la Vida Silvestre (WWF) ha dividit Borneo en set ecoregions: cinc àrees de bosc de terra baixa; els boscos centrals muntanyencs de Borneo; i els prats alpins de la muntanya Kinabalu. Les terres baixes es distingeixen pel clima (ja que la part oriental de l'illa és més seca) o per estar separades pel gran riu Kapuas i el riu Barito, que impedeixen que els animals i els rèptils es propaguen lliurement per l'illa.
Les ecoregions de terra baixa (poca altitud respecte el nivell del mar) són:
- Boscos tropicals de Borneo

- Boscos inundats sobre torba de Borneo (àmplies zones)
- Els boscos Kerangas del tipus "heath"
- Boscos de pantans d'aigua dolça del sud del Borneo
- Faixes de Manglars de Sunda.